# Oleg Pervakov
Oleg Viktorovič Pervakov (in russo Олег Викторович Перваков?; Kirov, 8 aprile 1960) è un compositore di scacchi russo.

## Biografia
Pubblicò il suo primo studio nel 1997. Ha composto finora circa 130 studi, da solo o in collaborazione con altri, ottenendo oltre 90 premiazioni, tra cui 26 primi premi.
Nel 2005 la FIDE gli ha attribuito il titolo di Grande Maestro della composizione.
Ha vinto il Campionato del mondo di composizione, nella sezione studi, del 2004-2006. Nel campionato 2001-2003 si è classificato secondo.
Svolge l'attività di giornalista di scacchi, ed è uno dei principali collaboratori della rivista russa "64". È attivo anche come organizzatore di tornei ed altri eventi scacchistici. Nel 2003 è stato tra gli organizzatori del congresso della PCCC (Permanent Commission for Chess Composition) di Mosca.

## Uno studio di Oleg Pervakov
|   | a | b | c | d | e | f | g | h |   |
| 8 | d8 torre del nero · g7 pedone del bianco · a6 alfiere del nero · d6 pedone del bianco · h6 re del nero · d5 cavallo del bianco · e4 pedone del nero · e3 pedone del bianco · a2 pedone del bianco · g2 cavallo del bianco · h1 re del bianco | d8 torre del nero · g7 pedone del bianco · a6 alfiere del nero · d6 pedone del bianco · h6 re del nero · d5 cavallo del bianco · e4 pedone del nero · e3 pedone del bianco · a2 pedone del bianco · g2 cavallo del bianco · h1 re del bianco | d8 torre del nero · g7 pedone del bianco · a6 alfiere del nero · d6 pedone del bianco · h6 re del nero · d5 cavallo del bianco · e4 pedone del nero · e3 pedone del bianco · a2 pedone del bianco · g2 cavallo del bianco · h1 re del bianco | d8 torre del nero · g7 pedone del bianco · a6 alfiere del nero · d6 pedone del bianco · h6 re del nero · d5 cavallo del bianco · e4 pedone del nero · e3 pedone del bianco · a2 pedone del bianco · g2 cavallo del bianco · h1 re del bianco | d8 torre del nero · g7 pedone del bianco · a6 alfiere del nero · d6 pedone del bianco · h6 re del nero · d5 cavallo del bianco · e4 pedone del nero · e3 pedone del bianco · a2 pedone del bianco · g2 cavallo del bianco · h1 re del bianco | d8 torre del nero · g7 pedone del bianco · a6 alfiere del nero · d6 pedone del bianco · h6 re del nero · d5 cavallo del bianco · e4 pedone del nero · e3 pedone del bianco · a2 pedone del bianco · g2 cavallo del bianco · h1 re del bianco | d8 torre del nero · g7 pedone del bianco · a6 alfiere del nero · d6 pedone del bianco · h6 re del nero · d5 cavallo del bianco · e4 pedone del nero · e3 pedone del bianco · a2 pedone del bianco · g2 cavallo del bianco · h1 re del bianco | d8 torre del nero · g7 pedone del bianco · a6 alfiere del nero · d6 pedone del bianco · h6 re del nero · d5 cavallo del bianco · e4 pedone del nero · e3 pedone del bianco · a2 pedone del bianco · g2 cavallo del bianco · h1 re del bianco | 8 |
| 7 | d8 torre del nero · g7 pedone del bianco · a6 alfiere del nero · d6 pedone del bianco · h6 re del nero · d5 cavallo del bianco · e4 pedone del nero · e3 pedone del bianco · a2 pedone del bianco · g2 cavallo del bianco · h1 re del bianco | d8 torre del nero · g7 pedone del bianco · a6 alfiere del nero · d6 pedone del bianco · h6 re del nero · d5 cavallo del bianco · e4 pedone del nero · e3 pedone del bianco · a2 pedone del bianco · g2 cavallo del bianco · h1 re del bianco | d8 torre del nero · g7 pedone del bianco · a6 alfiere del nero · d6 pedone del bianco · h6 re del nero · d5 cavallo del bianco · e4 pedone del nero · e3 pedone del bianco · a2 pedone del bianco · g2 cavallo del bianco · h1 re del bianco | d8 torre del nero · g7 pedone del bianco · a6 alfiere del nero · d6 pedone del bianco · h6 re del nero · d5 cavallo del bianco · e4 pedone del nero · e3 pedone del bianco · a2 pedone del bianco · g2 cavallo del bianco · h1 re del bianco | d8 torre del nero · g7 pedone del bianco · a6 alfiere del nero · d6 pedone del bianco · h6 re del nero · d5 cavallo del bianco · e4 pedone del nero · e3 pedone del bianco · a2 pedone del bianco · g2 cavallo del bianco · h1 re del bianco | d8 torre del nero · g7 pedone del bianco · a6 alfiere del nero · d6 pedone del bianco · h6 re del nero · d5 cavallo del bianco · e4 pedone del nero · e3 pedone del bianco · a2 pedone del bianco · g2 cavallo del bianco · h1 re del bianco | d8 torre del nero · g7 pedone del bianco · a6 alfiere del nero · d6 pedone del bianco · h6 re del nero · d5 cavallo del bianco · e4 pedone del nero · e3 pedone del bianco · a2 pedone del bianco · g2 cavallo del bianco · h1 re del bianco | d8 torre del nero · g7 pedone del bianco · a6 alfiere del nero · d6 pedone del bianco · h6 re del nero · d5 cavallo del bianco · e4 pedone del nero · e3 pedone del bianco · a2 pedone del bianco · g2 cavallo del bianco · h1 re del bianco | 7 |
| 6 | d8 torre del nero · g7 pedone del bianco · a6 alfiere del nero · d6 pedone del bianco · h6 re del nero · d5 cavallo del bianco · e4 pedone del nero · e3 pedone del bianco · a2 pedone del bianco · g2 cavallo del bianco · h1 re del bianco | d8 torre del nero · g7 pedone del bianco · a6 alfiere del nero · d6 pedone del bianco · h6 re del nero · d5 cavallo del bianco · e4 pedone del nero · e3 pedone del bianco · a2 pedone del bianco · g2 cavallo del bianco · h1 re del bianco | d8 torre del nero · g7 pedone del bianco · a6 alfiere del nero · d6 pedone del bianco · h6 re del nero · d5 cavallo del bianco · e4 pedone del nero · e3 pedone del bianco · a2 pedone del bianco · g2 cavallo del bianco · h1 re del bianco | d8 torre del nero · g7 pedone del bianco · a6 alfiere del nero · d6 pedone del bianco · h6 re del nero · d5 cavallo del bianco · e4 pedone del nero · e3 pedone del bianco · a2 pedone del bianco · g2 cavallo del bianco · h1 re del bianco | d8 torre del nero · g7 pedone del bianco · a6 alfiere del nero · d6 pedone del bianco · h6 re del nero · d5 cavallo del bianco · e4 pedone del nero · e3 pedone del bianco · a2 pedone del bianco · g2 cavallo del bianco · h1 re del bianco | d8 torre del nero · g7 pedone del bianco · a6 alfiere del nero · d6 pedone del bianco · h6 re del nero · d5 cavallo del bianco · e4 pedone del nero · e3 pedone del bianco · a2 pedone del bianco · g2 cavallo del bianco · h1 re del bianco | d8 torre del nero · g7 pedone del bianco · a6 alfiere del nero · d6 pedone del bianco · h6 re del nero · d5 cavallo del bianco · e4 pedone del nero · e3 pedone del bianco · a2 pedone del bianco · g2 cavallo del bianco · h1 re del bianco | d8 torre del nero · g7 pedone del bianco · a6 alfiere del nero · d6 pedone del bianco · h6 re del nero · d5 cavallo del bianco · e4 pedone del nero · e3 pedone del bianco · a2 pedone del bianco · g2 cavallo del bianco · h1 re del bianco | 6 |
| 5 | d8 torre del nero · g7 pedone del bianco · a6 alfiere del nero · d6 pedone del bianco · h6 re del nero · d5 cavallo del bianco · e4 pedone del nero · e3 pedone del bianco · a2 pedone del bianco · g2 cavallo del bianco · h1 re del bianco | d8 torre del nero · g7 pedone del bianco · a6 alfiere del nero · d6 pedone del bianco · h6 re del nero · d5 cavallo del bianco · e4 pedone del nero · e3 pedone del bianco · a2 pedone del bianco · g2 cavallo del bianco · h1 re del bianco | d8 torre del nero · g7 pedone del bianco · a6 alfiere del nero · d6 pedone del bianco · h6 re del nero · d5 cavallo del bianco · e4 pedone del nero · e3 pedone del bianco · a2 pedone del bianco · g2 cavallo del bianco · h1 re del bianco | d8 torre del nero · g7 pedone del bianco · a6 alfiere del nero · d6 pedone del bianco · h6 re del nero · d5 cavallo del bianco · e4 pedone del nero · e3 pedone del bianco · a2 pedone del bianco · g2 cavallo del bianco · h1 re del bianco | d8 torre del nero · g7 pedone del bianco · a6 alfiere del nero · d6 pedone del bianco · h6 re del nero · d5 cavallo del bianco · e4 pedone del nero · e3 pedone del bianco · a2 pedone del bianco · g2 cavallo del bianco · h1 re del bianco | d8 torre del nero · g7 pedone del bianco · a6 alfiere del nero · d6 pedone del bianco · h6 re del nero · d5 cavallo del bianco · e4 pedone del nero · e3 pedone del bianco · a2 pedone del bianco · g2 cavallo del bianco · h1 re del bianco | d8 torre del nero · g7 pedone del bianco · a6 alfiere del nero · d6 pedone del bianco · h6 re del nero · d5 cavallo del bianco · e4 pedone del nero · e3 pedone del bianco · a2 pedone del bianco · g2 cavallo del bianco · h1 re del bianco | d8 torre del nero · g7 pedone del bianco · a6 alfiere del nero · d6 pedone del bianco · h6 re del nero · d5 cavallo del bianco · e4 pedone del nero · e3 pedone del bianco · a2 pedone del bianco · g2 cavallo del bianco · h1 re del bianco | 5 |
| 4 | d8 torre del nero · g7 pedone del bianco · a6 alfiere del nero · d6 pedone del bianco · h6 re del nero · d5 cavallo del bianco · e4 pedone del nero · e3 pedone del bianco · a2 pedone del bianco · g2 cavallo del bianco · h1 re del bianco | d8 torre del nero · g7 pedone del bianco · a6 alfiere del nero · d6 pedone del bianco · h6 re del nero · d5 cavallo del bianco · e4 pedone del nero · e3 pedone del bianco · a2 pedone del bianco · g2 cavallo del bianco · h1 re del bianco | d8 torre del nero · g7 pedone del bianco · a6 alfiere del nero · d6 pedone del bianco · h6 re del nero · d5 cavallo del bianco · e4 pedone del nero · e3 pedone del bianco · a2 pedone del bianco · g2 cavallo del bianco · h1 re del bianco | d8 torre del nero · g7 pedone del bianco · a6 alfiere del nero · d6 pedone del bianco · h6 re del nero · d5 cavallo del bianco · e4 pedone del nero · e3 pedone del bianco · a2 pedone del bianco · g2 cavallo del bianco · h1 re del bianco | d8 torre del nero · g7 pedone del bianco · a6 alfiere del nero · d6 pedone del bianco · h6 re del nero · d5 cavallo del bianco · e4 pedone del nero · e3 pedone del bianco · a2 pedone del bianco · g2 cavallo del bianco · h1 re del bianco | d8 torre del nero · g7 pedone del bianco · a6 alfiere del nero · d6 pedone del bianco · h6 re del nero · d5 cavallo del bianco · e4 pedone del nero · e3 pedone del bianco · a2 pedone del bianco · g2 cavallo del bianco · h1 re del bianco | d8 torre del nero · g7 pedone del bianco · a6 alfiere del nero · d6 pedone del bianco · h6 re del nero · d5 cavallo del bianco · e4 pedone del nero · e3 pedone del bianco · a2 pedone del bianco · g2 cavallo del bianco · h1 re del bianco | d8 torre del nero · g7 pedone del bianco · a6 alfiere del nero · d6 pedone del bianco · h6 re del nero · d5 cavallo del bianco · e4 pedone del nero · e3 pedone del bianco · a2 pedone del bianco · g2 cavallo del bianco · h1 re del bianco | 4 |
| 3 | d8 torre del nero · g7 pedone del bianco · a6 alfiere del nero · d6 pedone del bianco · h6 re del nero · d5 cavallo del bianco · e4 pedone del nero · e3 pedone del bianco · a2 pedone del bianco · g2 cavallo del bianco · h1 re del bianco | d8 torre del nero · g7 pedone del bianco · a6 alfiere del nero · d6 pedone del bianco · h6 re del nero · d5 cavallo del bianco · e4 pedone del nero · e3 pedone del bianco · a2 pedone del bianco · g2 cavallo del bianco · h1 re del bianco | d8 torre del nero · g7 pedone del bianco · a6 alfiere del nero · d6 pedone del bianco · h6 re del nero · d5 cavallo del bianco · e4 pedone del nero · e3 pedone del bianco · a2 pedone del bianco · g2 cavallo del bianco · h1 re del bianco | d8 torre del nero · g7 pedone del bianco · a6 alfiere del nero · d6 pedone del bianco · h6 re del nero · d5 cavallo del bianco · e4 pedone del nero · e3 pedone del bianco · a2 pedone del bianco · g2 cavallo del bianco · h1 re del bianco | d8 torre del nero · g7 pedone del bianco · a6 alfiere del nero · d6 pedone del bianco · h6 re del nero · d5 cavallo del bianco · e4 pedone del nero · e3 pedone del bianco · a2 pedone del bianco · g2 cavallo del bianco · h1 re del bianco | d8 torre del nero · g7 pedone del bianco · a6 alfiere del nero · d6 pedone del bianco · h6 re del nero · d5 cavallo del bianco · e4 pedone del nero · e3 pedone del bianco · a2 pedone del bianco · g2 cavallo del bianco · h1 re del bianco | d8 torre del nero · g7 pedone del bianco · a6 alfiere del nero · d6 pedone del bianco · h6 re del nero · d5 cavallo del bianco · e4 pedone del nero · e3 pedone del bianco · a2 pedone del bianco · g2 cavallo del bianco · h1 re del bianco | d8 torre del nero · g7 pedone del bianco · a6 alfiere del nero · d6 pedone del bianco · h6 re del nero · d5 cavallo del bianco · e4 pedone del nero · e3 pedone del bianco · a2 pedone del bianco · g2 cavallo del bianco · h1 re del bianco | 3 |
| 2 | d8 torre del nero · g7 pedone del bianco · a6 alfiere del nero · d6 pedone del bianco · h6 re del nero · d5 cavallo del bianco · e4 pedone del nero · e3 pedone del bianco · a2 pedone del bianco · g2 cavallo del bianco · h1 re del bianco | d8 torre del nero · g7 pedone del bianco · a6 alfiere del nero · d6 pedone del bianco · h6 re del nero · d5 cavallo del bianco · e4 pedone del nero · e3 pedone del bianco · a2 pedone del bianco · g2 cavallo del bianco · h1 re del bianco | d8 torre del nero · g7 pedone del bianco · a6 alfiere del nero · d6 pedone del bianco · h6 re del nero · d5 cavallo del bianco · e4 pedone del nero · e3 pedone del bianco · a2 pedone del bianco · g2 cavallo del bianco · h1 re del bianco | d8 torre del nero · g7 pedone del bianco · a6 alfiere del nero · d6 pedone del bianco · h6 re del nero · d5 cavallo del bianco · e4 pedone del nero · e3 pedone del bianco · a2 pedone del bianco · g2 cavallo del bianco · h1 re del bianco | d8 torre del nero · g7 pedone del bianco · a6 alfiere del nero · d6 pedone del bianco · h6 re del nero · d5 cavallo del bianco · e4 pedone del nero · e3 pedone del bianco · a2 pedone del bianco · g2 cavallo del bianco · h1 re del bianco | d8 torre del nero · g7 pedone del bianco · a6 alfiere del nero · d6 pedone del bianco · h6 re del nero · d5 cavallo del bianco · e4 pedone del nero · e3 pedone del bianco · a2 pedone del bianco · g2 cavallo del bianco · h1 re del bianco | d8 torre del nero · g7 pedone del bianco · a6 alfiere del nero · d6 pedone del bianco · h6 re del nero · d5 cavallo del bianco · e4 pedone del nero · e3 pedone del bianco · a2 pedone del bianco · g2 cavallo del bianco · h1 re del bianco | d8 torre del nero · g7 pedone del bianco · a6 alfiere del nero · d6 pedone del bianco · h6 re del nero · d5 cavallo del bianco · e4 pedone del nero · e3 pedone del bianco · a2 pedone del bianco · g2 cavallo del bianco · h1 re del bianco | 2 |
| 1 | d8 torre del nero · g7 pedone del bianco · a6 alfiere del nero · d6 pedone del bianco · h6 re del nero · d5 cavallo del bianco · e4 pedone del nero · e3 pedone del bianco · a2 pedone del bianco · g2 cavallo del bianco · h1 re del bianco | d8 torre del nero · g7 pedone del bianco · a6 alfiere del nero · d6 pedone del bianco · h6 re del nero · d5 cavallo del bianco · e4 pedone del nero · e3 pedone del bianco · a2 pedone del bianco · g2 cavallo del bianco · h1 re del bianco | d8 torre del nero · g7 pedone del bianco · a6 alfiere del nero · d6 pedone del bianco · h6 re del nero · d5 cavallo del bianco · e4 pedone del nero · e3 pedone del bianco · a2 pedone del bianco · g2 cavallo del bianco · h1 re del bianco | d8 torre del nero · g7 pedone del bianco · a6 alfiere del nero · d6 pedone del bianco · h6 re del nero · d5 cavallo del bianco · e4 pedone del nero · e3 pedone del bianco · a2 pedone del bianco · g2 cavallo del bianco · h1 re del bianco | d8 torre del nero · g7 pedone del bianco · a6 alfiere del nero · d6 pedone del bianco · h6 re del nero · d5 cavallo del bianco · e4 pedone del nero · e3 pedone del bianco · a2 pedone del bianco · g2 cavallo del bianco · h1 re del bianco | d8 torre del nero · g7 pedone del bianco · a6 alfiere del nero · d6 pedone del bianco · h6 re del nero · d5 cavallo del bianco · e4 pedone del nero · e3 pedone del bianco · a2 pedone del bianco · g2 cavallo del bianco · h1 re del bianco | d8 torre del nero · g7 pedone del bianco · a6 alfiere del nero · d6 pedone del bianco · h6 re del nero · d5 cavallo del bianco · e4 pedone del nero · e3 pedone del bianco · a2 pedone del bianco · g2 cavallo del bianco · h1 re del bianco | d8 torre del nero · g7 pedone del bianco · a6 alfiere del nero · d6 pedone del bianco · h6 re del nero · d5 cavallo del bianco · e4 pedone del nero · e3 pedone del bianco · a2 pedone del bianco · g2 cavallo del bianco · h1 re del bianco | 1 |
|   | a | b | c | d | e | f | g | h |   |

Soluzione:
1. Cgf4  Ac8 !

se 1. ...Ac4 2. Ce6 Tb8 3. Cdc7 +–

2. g8=D  (se 2. Ce7? Rxg7 3. Ccx8 Txc8 4.d7 Th8! 5. Rg2 Rf6 e patta)
2. ...Txg8  3. Ce7  Th8

4. ...Txc8  Rg5+

5. Rg1 !!

se 5. Rg2? Txc8 6. d7 Tg8 7. d8=T! Rh4+ 8. Txg8 patta

5. ...Txc8  6. d7  Tg8!  7. d8=T !  Rh4+

8. Cg2+  Rh3

9. Td2 ! e vince